# Durst
Pour les articles homonymes, voir Durst (homonymie).
Durst est un fabricant italien d'imprimantes et d'agrandisseurs photographiques fondé à Bressanone (Trentin-Haut-Adige) en 1936 par les frères Julius et Gilbert Durst. Après son apogée en 1979 avec 107 000 appareils produits, les ventes ne cessèrent de décliner à partir de 1982, pour n'atteindre que quelques centaines en 2005.
En 2000, une unité de fabrication est créée à Lienz (Autriche).
En juillet 2006, la société a annoncé l'arrêt de la production des agrandisseurs.

## Appareils photographiques
- Gil
- Duca
- Automatica

## Agrandisseurs
- 609
- B30
- D659 Double objectif (24x36 et 6x9)
- F30
- F60
- M301
- M600 format max : 6x6
- M305 format max : 24×36
- M601 format maxi 6x6
- M700
- M606
- M605 format max : 6×6
- M609
- M800 format max : 6×9
- M805 format max : 6×9
- M370
- M670
- AC 707
- AC 800
- Laborator 1200
- U 70

## Accessoires
- Siriocon 50 (condenseur pour 24×36 pour M605)
- Siriocon 80 (condenseur pour 6×6 pour M605)
- Bimacon 75  (condenseur pour 6×7 pour M805)
- Bimacon 80 (condenseur pour 6×9 pour M805)
- Femocon 50 (condensateur pour 24×36, additif au Femocon 80 et Bimacon 75)
- Femocon 80 (condensateur pour 6×9)
- Femocon 151 et 152 (condensateurs pour 4×5" /10×15)
- Femoneg passe vue universel 24×36 à 10×15
- Femka dispositif de reproduction pour plan films 9×12 et 4×5"/10×15
- Unicon 85 (condensateur pour 6x6 pour M700/M800)